# Stefan Rogentin
Stefan Rogentin (ur. 16 maja 1994 w Lenzerheide) – szwajcarski narciarz alpejski, brązowy medalista mistrzostw świata.

## Kariera
Po raz pierwszy na arenie międzynarodowej pojawił się 15 grudnia 2009 roku w Zuoz, gdzie w zawodach juniorskich zajął 53. miejsce w gigancie. Nigdy nie wystąpił na mistrzostwach świata juniorów. W zawodach Pucharu Świata zadebiutował 4 grudnia 2016 roku w Val d’Isère, gdzie nie zakwalifikował się do pierwszego przejazdu w gigancie. Pierwsze punkty zdobył 29 grudnia 2017 roku w Bormio, gdzie zajął 24. miejsce w kombinacji. Na podium zawodów tego cyklu po raz pierwszy stanął 13 stycznia 2023 roku w Wengen, kończąc rywalizację w supergigancie na drugiej pozycji. W zawodach tych rozdzielił Aleksandra Aamodta Kilde z Norwegii i swego rodaka, Marco Odermatta. 
Brał udział w igrzyskach olimpijskich w Pekinie w 2022 roku, gdzie zajął 25. miejsce w zjeździe i 14. w supergigancie. Na rozgrywanych trzy lata później mistrzostwach świata w Saalbach zdobył brązowy medal w kombinacji drużynowej.

## Osiągnięcia

### Igrzyska olimpijskie
| Miejsce | Dzień    | Rok  | Miejscowość | Konkurencja | Czas biegu | Strata | Zwycięzca      |
| ------- | -------- | ---- | ----------- | ----------- | ---------- | ------ | -------------- |
| 25.     | 7 lutego | 2022 | Pekin       | Zjazd       | 1:42,69    | +2,26  | Beat Feuz      |
| 14.     | 8 lutego | 2022 | Pekin       | Supergigant | 1:19,94    | +1,63  | Matthias Mayer |

### Mistrzostwa świata
| Miejsce | Dzień     | Rok  | Miejscowość        | Konkurencja          | Czas zawodów | Strata | Zwycięzca         |
| ------- | --------- | ---- | ------------------ | -------------------- | ------------ | ------ | ----------------- |
| DNS2    | 7 lutego  | 2023 | Courchevel/Méribel | Kombinacja           | 1:53,31      | -      | Alexis Pinturault |
| 19.     | 9 lutego  | 2023 | Courchevel/Méribel | Supergigant          | 1:07,22      | +1,56  | James Crawford    |
| 9.      | 7 lutego  | 2025 | Saalbach           | Supergigant          | 1:24,57      | +1,68  | Marco Odermatt    |
| 12.     | 9 lutego  | 2025 | Saalbach           | Zjazd                | 1:40,68      | +1,38  | Franjo von Allmen |
| 3.      | 12 lutego | 2025 | Saalbach           | Kombinacja drużynowa | 2:42,38      | +0,43  | Szwajcaria 1      |

### Puchar Świata

#### Miejsca w klasyfikacji generalnej
- sezon 2017/2018: 148.
- sezon 2018/2019: 107.
- sezon 2019/2020: 88.
- sezon 2020/2021: 82.
- sezon 2021/2022: 29.
- sezon 2022/2023: 22.
- sezon 2023/2024: 18.
- sezon 2024/2025: 10.

#### Miejsca na podium
1. Wengen – 13 stycznia 2023 (supergigant) – 2. miejsce
2. Saalbach-Hinterglemm – 22 marca 2024 (supergigant) – 1. miejsce
3. Wengen – 17 stycznia 2025 (supergigant) – 3. miejsce
4. Kitzbühel – 24 stycznia 2025 (supergigant) – 3. miejsce
5. Kvitfjell – 7 marca 2025 (zjazd) – 3. miejsce
6. Kvitfjell – 8 marca 2025 (zjazd) – 3. miejsce